# Клима Источне Херцеговине
Клима Источне Херцеговине опредељена је њеним географским положајем, близина мора, рељеф, надморска висина, састав тла, биљни покривач и други климатски фактори. Клима је углавном умерено-континентална и планинска. Једино је у Требињу заступљена медитеранска клима. Просечна годишња темпертура се креће од 8,9°C у Гацку, до 16,6°C у Требињу. Клима је погодна за узгој великог броја палми и јужног воћа (смоква, нар, мандарина, лимун, наранџа, грејпфрут, маслина, винова лоза). 

## Простор
Под подручјем Источне Херцеговине подразумевају се простори општина Берковићи, Билећа, Гацко, Љубиње, Фоча, Источни Мостар, Невесиње, Требиње, које се размештене у југоисточном реону Динарида. Овај простор заузима површину од 4.164 km2 , од чега Обласном речном сливу (дистрикту) реке Требишњице припада око 4.058 km2.
С обзиром на наведени положај, на простору Балкана, Источна Херцеговина обухвата и међуентитетска и међудржавна изразито карстна подручја која су изложена међузависним утицајима.

## Географија подручја и њен утицај на климу
Подручје Источне Херцеговине је типично крашко подручје са специфичним геолошким, геомеханичким, геохемијским, хидролошким, климатским и топографским карактеристикама. Оно поседује специфичне географске, урбане, демографске, привредне и културно историјске карактеристике. Осим незнатног дела Гатачког поља ово подручје у целини припада медитеранском сливу, а на северу граничи са сливом Црног мора. 
Долина доњег тока реке Неретве до ушћа у море и обала мора од ушћа Неретве до Молуната су, истовремено, ерозиони базиси према којима теку воде свих карстних издани, односно свих сливова овог региона.
Главна геолошка карактеристика овог подручја је условљена тиме што је целокупни простор део пространог мезозоиско-терцијарног комплекса спољних динарида. У њему у грађи терена доминирају мезозоиски кречњаци и доломити, а седименти дају још специфичније основно геолошко оболежје овом региону. Такође на овом простору терцијарни седименти, кречњаци, глинци, лапорци, пјешчари и конгломерати, као и квартарни покривач имају у проценту заступљености далеко подређеније учешће.
Као последица развоја и деловања геолошких процеса у карбонатним стенама Динарида, у Источној Херцеговини, јављају се пратећи хидрогеолошких процеси, који су се на овом подручју додатно, појавили у виду специфичних карстних облика и то као:
- облици на површини терена (вртаче, долине или поља са бројним јамама и понорима)
- подземни облици (порозност карстификоване стенске масе).

Ови карстни процеси на подручју Источне Херцеговине који су достигли углавном, свој потпуни развој, свсртали су њене хидрогеолошке карактеристике у ред готово јединствених карстних карактеристика и на ширим просторима од Динарида.
Правац пружања динарских планинских венаца једним делом спречава продор маритних утицаја у предпланинским и планинским пределима, док је ниски део источне Херцеговине под снажним утицајем Јадранске климе. 

## Карактеристике климе
На простору Источне Херцеговине присутне су субмедитеранска, континентална, а у вишим
деловима подручја планинска клима али са јаким утицајем медитеранске климе, и нешто више падавина у односу на просек за овај тип климе.  Карактеристични су и специфични микроклиматски услови који се разликују у зависности од надморске висине, експозиције, удаљености од мора, разуђености терена и биљног покривача, што је основа за велику разноврсност и бројност, као и ендемичности флоре и фауне Источне Херцеговине.
По количини падавина Орјен је на првом месту у Европи. На то у хладнијем делу године утичу циклони који доносе велике количине влаге преласком преко релативно топлог Средоземног мора. При форсираном дизању преко зими хладних Динарида, долази до кондензације и до најобилнијих падавина у Европи. Лета су сува и врела, посебно у јулу и августу. Летње суше према статистици трају 2 месеца. Зависно од године, понекад и више месеци, а понекад нису изражене.
Карактеристични су и специфични микроклиматски услови који се разликују у зависности од надморске висине, експозиције, удаљености од мора, разуђености терена и биљног покривача, што је основа за велику разноврсност и бројност, као и ендемичности флоре и фауне подручја.

### Температура ваздуха
На овом подручју присутна су три термичка типа. 
Први термички тип
Први тип су подручја испод 400 m.n.m. у којима средња температура најтоплијег месеца не прелази
22°C, а најхладнијег 3°C. 
Други термички тип
Други тип обухвата просторе између 400 и 600 m.n.m., на коме је средња температура најтоплијег месеца испод 22°C, а најхладнијег месеца је најчешће изнад 0°C.
Трећи термички тип
Трећи тип обухвата простор који је изнад 600 m.n.m., на коме је средња температура најтоплијег месеца изнад 22°C, а најхладнијег од 0 до 3°C.
Јесени су топлије од пролећа,а Требиње,  које спада у најсунчаније градове на Балкану је данас најтоплији град у Републици Српској, односно Босни и Херцеговини (уз Мостар и Неум).
| Клима Требиња (1961–1990)                                 | Клима Требиња (1961–1990) | Клима Требиња (1961–1990) | Клима Требиња (1961–1990) | Клима Требиња (1961–1990) | Клима Требиња (1961–1990) | Клима Требиња (1961–1990) | Клима Требиња (1961–1990) | Клима Требиња (1961–1990) | Клима Требиња (1961–1990) | Клима Требиња (1961–1990) | Клима Требиња (1961–1990) | Клима Требиња (1961–1990) | Клима Требиња (1961–1990) |
| Показатељ \ Месец                                         | .Јан.                     | .Феб.                     | .Мар.                     | .Апр.                     | .Мај.                     | .Јун.                     | .Јул.                     | .Авг.                     | .Сеп.                     | .Окт.                     | .Нов.                     | .Дец.                     | .Год.                     |
| --------------------------------------------------------- | ------------------------- | ------------------------- | ------------------------- | ------------------------- | ------------------------- | ------------------------- | ------------------------- | ------------------------- | ------------------------- | ------------------------- | ------------------------- | ------------------------- | ------------------------- |
| Апсолутни максимум, °C (°F)                               | 18,0 (64,4)               | 20,0 (68)                 | 26,5 (79,7)               | 27,0 (80,6)               | 33,0 (91,4)               | 37,0 (98,6)               | 39,5 (103,1)              | 39,0 (102,2)              | 35,0 (95)                 | 31,5 (88,7)               | 24,0 (75,2)               | 20,5 (68,9)               | 39,5 (103,1)              |
| Просек, °C (°F)                                           | 5,4 (41,7)                | 6,6 (43,9)                | 9,0 (48,2)                | 12,4 (54,3)               | 16,8 (62,2)               | 20,4 (68,7)               | 23,3 (73,9)               | 23,2 (73,8)               | 19,5 (67,1)               | 15,1 (59,2)               | 10,4 (50,7)               | 6,8 (44,2)                | 14,1 (57,4)               |
| Апсолутни минимум, °C (°F)                                | −10,5 (13,1)              | −8,0 (17,6)               | −7,0 (19,4)               | −1,0 (30,2)               | 2,5 (36,5)                | 6,5 (43,7)                | 8,0 (46,4)                | 9,5 (49,1)                | 5,0 (41)                  | −2,0 (28,4)               | −10,5 (13,1)              | −10,5 (13,1)              | −10,5 (13,1)              |
| Количина падавина, mm (in)                                | 179,1 (7,051)             | 163,5 (6,437)             | 154,2 (6,071)             | 152,8 (6,016)             | 86,2 (3,394)              | 84,3 (3,319)              | 52,2 (2,055)              | 87,8 (3,457)              | 125,1 (4,925)             | 191,0 (7,52)              | 232,8 (9,165)             | 220,9 (8,697)             | 1,730 (68,11)             |
| Дани са падавинама (≥ 1.0 mm)                             | 11                        | 11                        | 11                        | 11                        | 8                         | 7                         | 5                         | 5                         | 6                         | 9                         | 12                        | 11                        | 106                       |
| Сунчани сати — месечни просек                             | 102,6                     | 114,7                     | 142,2                     | 154,0                     | 187,5                     | 193,7                     | 242,8                     | 233,8                     | 197,8                     | 172,9                     | 111,3                     | 100,6                     | 1.954,8                   |
| Извор: Meteorological Institute of Bosnia and Herzegovina |                           |                           |                           |                           |                           |                           |                           |                           |                           |                           |                           |                           |                           |

### Падвине
С обзиром да се налази на рубу Јадрана, планински масиви Источне Херцеговине представљају границу продора топлих и влажних ваздушних маса са мора, што утиче на велике количине годишњих падавина, на највишим планинским врховима углавном у виду снега. Тако нпр. снежни покривач на Бијелој гори траје и више од 140 дана. По количини падавина Орјен је на првом месту у Европи. На то у хладнијем делу године утичу циклони који доносе велике количине влаге преласком преко релативно топлог Средоземног мора. При форсираном дизању преко зиме са хладних Динарида, долази до кондензације и до најобилнијих падавина у Европи. 
Просечна вишегодишња вредност висина падавина износи 1.658 mm/год, што је јако изражено. Значајне варијације (одступања) појединачних просечних вредности висине годишњих падавина (око вишегодишњег просека), у око 60% случајева крећу се у интервалу 1.390÷1.940 mm/год. Још значајне су варијације (одступања) просечних годишњих вриедности висине падавина на појединим станицама у односу на наведену просечну вишегодишњу вредност висине падавина.
Лета су сува и врела, посебно у јулу и августу. Летње суше према статистици трају 2 месеца. Зависно од године, понекад и више месеци, а понекад нису изражене.
Просечне месечне вредности висине падавина на простору Источне Херцеговине могу бити, и по
неколико узастопних месеци, близу екстремних вредности, што изазива две супротне појаве, а
то су појаве поплава и појаве суша, које се често јављају у истој хидролошкој години.

### Ветар
Карактеристични ветрови  су Бура и Југо. Бура дува са североистока, доноси прохладно и ведро време. Док Југо дува из правца југоистока, доноси топло и кишовито време. Југо дува обично у зимском периоду.